# 埼玉県立芸術総合高等学校
埼玉県立芸術総合高等学校（さいたまけんりつ げいじゅつそうごうこうとうがっこう）は、埼玉県所沢市三ケ島にある公立高等学校。
美術科、音楽科、映像芸術科、舞台芸術科の4学科からなる全日制の芸術系高校である。略称は「芸総」（げいそう）。

## 特徴
当校は日本初の普通科が存在しない単位制の公立高等学校である。各学科の一学年の人数は40人程度で、全校でおよそ500人の生徒が在籍している。
最寄りの小手指駅からバスで登校する生徒が多い。

### 教育課程
- 全日制、2学期制、単位制
- かつては90分1単位の授業構成となっていたが、2008年より50分を1単位とした7限授業へと変更された
- ノーチャイム制を採用
- 選択科目制を採用し、受験に必要な科目や、学科内での専攻に合わせて授業を選択することが出来る
  - 選択科目の比重は年次が進むごとに増加していく
- 大学を模範とする授業構成で、外部講師として関東圏の芸術系の大学などから講師を呼ぶなどして授業を展開している

### 学科内容
- 美術科

素描、絵画、日本画、油絵、彫刻、陶芸、ビジュアル・デザイン、クラフト・デザイン、美術史、コンピュータ造形、カートゥーン研究など
- 音楽科

ピアノ、声楽、弦楽器、管楽器、打楽器、合唱、合奏(吹奏楽、弦楽合奏)、重唱、ソルフェージュ、音楽理論、音楽史、演奏法、ピアノデュオ演習、オペラ研究、ミュージカル研究など
- 映像芸術科

映像技術、映像概論、映像媒体論、イメージ表現研究、CGⅠ・Ⅱ・Ⅲ、ビデオ表現Ⅰ・Ⅱ、写真Ⅰ・Ⅱ、メディアコミュニケーション、シナリオ創作、映像鑑賞、アートアニメーションなど
- 舞台芸術科

演劇入門、劇表現、総合演習、戯曲創作、身体表現、クラシックバレエ・モダンダンス、日本舞踊、狂言、音声表現、舞台技術入門、民族舞踊、舞台音響研究など

### 施設と設備
- 主な施設・設備

普通校舎、特別校舎、運動場、体育館（卓球場、柔道場、トレーニングルームなど）、生徒ホール、コンピュータ室など
- 美術科

デッサン室、デザイン室、版画室、油絵室、彫刻室、陶芸室、木工室、日本画室など
- 音楽科

合奏室、合唱室、ソルフェージュ室（2部屋）、レッスン室（17部屋）など
- 映像芸術科

CG室（A・B）[アップルコンピュータ採用]、暗室、写真準備室、映像学習室、ビデオ編集室、スタジオ1・2、スタジオ調整室（2部屋）、アニメーション制作ブースなど
- 舞台芸術科

舞台総合練習場、舞台レッスン室1・2など

### その他
- 他学科授業

単位制のため、自由選択科目として他学科の授業も受けられるシステムになっている。
- 制服

2002年に女子用スラックスを採用、リボンの他にネクタイも着用可
- 部活動

比較的文化部の活動が盛んである。

## 歴史
- 1984年 - 埼玉県立所沢緑ヶ丘高等学校創立
- 1998年 - 所沢緑ヶ丘高校としては最後の新入生受け入れ
- 2000年 - 埼玉県立芸術総合高等学校開校、第一期生入学
- 2001年 - 埼玉県立所沢緑ヶ丘高等学校から現在の学校へ正式に移行

## 主な行事
- 新入生歓迎会
- 体育祭
- 文化祭（四つ葉祭）

かつては日向祭と呼ばれていた文化祭を、学科の発表を中心にした独自色の強い物へ再編し、四つ葉祭とした。
- 音楽科定期演奏会
- 舞台芸術科ダンス発表会
- 三送会

1年、2年次の生徒がクラスごとに出し物を出すシステムで、学科色の強い出し物が多い。
- 校外学習（学科別）
- 修学旅行

2年次で実施 京都を中心に関西方面へ（2018年から沖縄）
- TV放送実習

2007年までは夏期に一般にも公開される課外授業として実施されていたが、その後授業として常設され行事としての側面を失った。現在は「メディアコミュニケーション」に科目名を変更されている。
- 写真展

映像芸術科2年生の写真専攻者の展示会が冬に実施される。
- 入試

前期試験では学力検査・実技検査が実施される。学力検査などは通常の県立高校と同じものだが、実技検査は別日に独自のものが行われる。
前期で合格者が定員に満たない場合は後期試験が実施される。9期映像芸術科では、後期募集でも定員に満たず、2次募集も行った。
- 夏季、冬季講習

一般教科目の多様な講座がニーズに応じて開講される。美術科では美術予備校と連携した画力向上の為の講座を開講する。
- 卒業制作作品展（美術科）埼玉県立近代美術館にて
- 卒業演奏会（音楽科）所沢市民文化センターミューズMUSEにて

毎年7〜8名の選抜された生徒が演奏する。
- 卒業制作作品発表会（映像芸術科）所沢市民文化センターミューズMUSEにて

2005年までは、SKIPシティにて行われていた
- 卒業公演（舞台芸術科）彩の国さいたま芸術劇場にて

## 交通
- 西武池袋線 小手指駅南口下車後、西武バス 早稲田大学行きまたは宮寺西行きのバスで芸術総合高校下車、徒歩5分。

## 著名な出身者

### 旧制 埼玉県立所沢緑ヶ丘高等学校
- 中島義実 - 実業家・元俳優

### 埼玉県立芸術総合高等学校
- 高橋正明 - 歌手
- Yun*chi - 歌手
- 遠藤純平 - 俳優
- 落合佑介 - 俳優
- 宮田愛理 - 俳優
- 鯨井康介 - 俳優
- 松㟢翔平 - 俳優
- 雷太 - 俳優
- 矢島美音 - 俳優
- 真造圭伍 - 漫画家
- 侑輝大弥 - 宝塚歌劇団花組男役
- 井澤美香子 - 声優
- 指出毬亜 - 声優
- 大熊和奏 - 声優